# Промышленность Германии
Промышленность Германии обеспечивает стране лидерство на многих мировых рынках готовой продукции.
Крупнейшие немецкие концерны (среди них — общеизвестные автомобильные концерны — Volkswagen, BMW, Daimler, химические — Bayer, BASF, Henkel Group, конгломерат Siemens, энергетические — E.ON и RWE или группа Bosch) имеют свои филиалы, производственные и научно-исследовательские мощности по всему миру.
В последние десятилетия некоторые традиционные отрасли, например сталелитейная и текстильная промышленность, в некоторых случаях сильно утратили свои позиции в результате перемещения рынков сбыта и конкуренции со стороны стран с низкими зарплатами или же, как в случае с фармацевтической промышленностью, в результате поглощений и слияний, перешли в собственность иностранных компаний.
В то же время промышленность по-прежнему является важнейшей опорой немецкой экономики и — по сравнению с другими индустриальными государствами, например Великобританией или США, — имеет широкую базу: на промышленных предприятиях здесь заняты 8 млн человек.

## История

### ПромышленностьГерманской империи
В течение 30 лет Германская империя конкурировала с Великобританией за звание ведущей промышленной державы Европы. Представителем немецкой промышленности стал сталелитейный гигант Krupp, чей первый завод был построен в Эссене.
При Бисмарке Германия была мировым новатором в создании государства всеобщего благосостояния. Немецкие рабочие пользовались медицинскими пособиями, пособиями по случаю несчастного случая и беременности и родам, столовыми, раздевалками и национальной пенсионной системой.
Индустриализация в Германии приходила динамичными темпами, и немецкие производители начали захватывать внутренние рынки за счёт британского импорта, а также конкурировать с британской промышленностью за рубежом, особенно в США. К 1870 году немецкая текстильная и металлообрабатывающая промышленность превзошла британскую по организационной и технической эффективности. Вытеснив британских производителей на внутренний рынок, Германия стала доминирующей экономической державой на континенте и была второй по величине страной-экспортёром после Британии.
Технический прогресс во время немецкой индустриализации происходил в четыре волны: железнодорожная волна (1877—1886), волна красителя (1887—1896), химическая волна (1897—1902) и волна электротехники (1903—1918). Поскольку Германия индустриализировалась позже Британии, она смогла смоделировать свои заводы после британских, тем самым более эффективно используя свой капитал и избегая устаревших методов в своём прыжке в технологическую оболочку. Германия инвестировала больше, чем британцы, в исследования, особенно в химию, двигатели и электричество. Господство Германии в области физики и химии было таким, что треть всех Нобелевских премий досталась немецким изобретателям и исследователям.
Немецкая картельная система (известная как Konzerne), будучи значительно сконцентрированной, смогла более эффективно использовать капитал. Германия не была утяжелена дорогой всемирной империей, которая нуждалась в обороне. После аннексии Германией Эльзаса-Лотарингии в 1871 году она поглотила части того, что являлось промышленной базой Франции.
К 1900 году немецкая химическая промышленность доминировала на мировом рынке синтетических красителей. Три крупные фирмы BASF, Bayer и Hoechst, а также пять небольших фирм, произвели несколько сотен различных красителей. В 1913 году эти восемь фирм произвели почти 90 % мировых поставок красителей и продали около 80 % своей продукции за рубеж. Три крупные фирмы также интегрировали добычу сырья в производство и начали расширять свою деятельность в других областях химии, таких как фармацевтика, фотоплёнка, сельскохозяйственная химия и электрохимикаты. Принятие решений на высшем уровне находилось в руках профессиональных наёмных менеджеров; ведущий Чендлер назвал немецкие красящие компании «первыми в мире по-настоящему управляющими промышленными предприятиями». Было много побочных результатов исследований, таких как фармацевтическая промышленность, которая возникла в результате химических исследований.
К 1902 году только фабрика стала «великим городом со своими улицами, собственной полицией, пожарной службой и правилами дорожного движения. Здесь 150 километров железных дорог, 60 различных заводских зданий, 8500 станков, 7 электрических станций, 140 километров подземного кабеля и 46 - надземных».
К началу Первой мировой войны немецкая промышленность перешла на военное производство. Самые высокие требования предъявлялись к углю и стали для производства артиллерии и снарядов, а также к химическим веществам для синтеза материалов, на которые распространялись ограничения на импорт, и к химическому оружию и военным поставкам.

## Промышленность объединённойФРГ
В последнее время удельный вес промышленности в экономике заметно сократился. В результате долгосрочных структурных изменений её доля в ВВП в период между 1970 и 2001 гг. снизилась с 51,7 до 23,8 % (при этом в ВВП резко возросла сфера услуг, предоставляемая государственным и частным сектором). По данным Bloomberg на 2024 год, начиная с 2017 года объемы промышленного производства Германии продолжали снижаться. Причиной тому стали усилившаяся конкуренция с Китаем, который перестал быть активным покупателем немецкой продукции, и прекращение поставок российского газа, в этом случае более всего пострадала химическая промышленность. О планах сократить свои заводы или рабочих в Германии сообщили компании Michelin, Goodyear, GEA, Continental AG, BASF SE, Lanxess AG. 
По данным исследования Bloomberg Economics, промышленность ФРГ не сможет полностью восстановиться после спада последних лет. По мнению эксперта BE  Мартина Адеммера, возврата к показателям 2019 года уже не будет, поскольку промышленности Германии нанесен «постоянный удар». Годовые темпы роста потенциальной валовой добавленной стоимости в отрасли упали с 1,5% в 2019 года до 0,5% в 2024 году. Данное замедление приведет к дефициту производственных мощностей на 3,5% по сравнению с тенденцией 2015—2019 гг..

### Лёгкая промышленность
Несмотря на достаточно развитую лёгкую промышленность, Германия является нетто-импортёром продукции легпрома. 
Традиционными текстильными районами Германии считаются Рурский промышленный район с центрами в Крефельде, Бергешис Ланде, Мюнстерланде, также юго-восточная часть страны — Аугсбург и северо-восток Баварии, а также Берлин.

### Пищевая промышленность
Пищевая промышленность: основными отраслями здесь являются виноделие и пивоварение. В Германии производится около 4000 сортов пива, одна треть общего объема пивоваренной продукции приходится на экспорт.
Хотя Германия известна как «пивная страна», с 2001 года её жители покупают вина больше, чем пива. В 2005 году, по данным «Немецкого института вина», объём потребляемого вина в абсолютных цифрах составил около 16 млн гектолитров, при этом в структуре потребляемых вин основную часть (около 40 %) занимают напитки производства самой Германии, около 13 % занимают вина Франции, немногим меньше — вина Испании.
Виноделие развито в долине Рейна и к западу от него.

Длящийся с начала этого века бум на потребление вина привёл к тому, что инвестиции в винодельческую отрасль, в её качественный рост, составили бо́льшую долю затрат производителей, стремящихся удовлетворить и количественный, и качественный рост спроса на вино в стране. В частности, непрерывно расширяются посадки под производство красного вина: в начале 1980-х это было около 10 % от всех площадей, то в 2005 году доля виноградников для производства красного вина составляла уже не менее 35 %.
В 2005 году посадки винограда сорта рислинг, являющегося основой винного экспорта Германии, занимают около 20 % из 100 000 га немецких виноградников. Первым по объёму германского импорта является британский рынок, на втором месте — рынок США, который в 2006 году потребил немецкого вина на сумму 100 млн долларов. Доля Японии начала сокращаться, в связи с чем немецкие виноградари принимают усилия для восстановления своих позиций в этой стране. Например, одна из фирм приняла решение выращивать в Германии традиционную японскую лозу косю, чтобы впоследствии экспортировать произведённое вино в страну Восходящего солнца.

### Угольная промышленность
Запасы бурого угля в Германии составляли 40,5 млрд тонн (по состоянию на 2016  год) и располагаются  в федеральных землях Северный Рейн-Вестфалия, Бранденбург и Саксония. Запасы каменного угля достигают 48 млн т (по состоянию на 2016  год) и располагаются  на территории федеральных земель Северный Рейн-Вестфалия и Саар.. 
В конце XIX века именно наличие запасов бурого угля стало одной из причин возникновения Среднегерманского химического треугольника.
По причине высокой себестоимости добычи угля и с учетом социально-экономической значимости отрасли правительство Германии датирует угольные компании. Тем не менее, в январе 2007 г. федеральное правительство одобрило проект закона о закрытии всех угольных шахт и прекращении дотационной добычи каменного угля к 2018 году. Несмотря на принятые правительством решения, в Германии продолжаются дискуссии о целесообразности полного свертывания угледобычи в стране.
| Год      | 2010  | 2011  | 2012  | 2013  | 2014  | 2015  |
| -------- | ----- | ----- | ----- | ----- | ----- | ----- |
| Всего    | 182,3 | 188,6 | 196,2 | 190,6 | 185,8 | 184,3 |
| Каменный | 12,9  | 12,1  | 10,8  | 7,6   | 7,6   | 6,2   |
| Бурый    | 169,4 | 176,5 | 185,4 | 183,0 | 178,2 | 178,1 |

Основную долю в структуре потребления угля занимает электроэнергетика (около 70% от общего объема) и черная металлургия (около 30%).
| Год      | 2010  | 2011* | 2012* | 2013* | 2014** | 2015** |
| -------- | ----- | ----- | ----- | ----- | ------ | ------ |
| Всего    | 231,8 | 239,0 | 248,9 | 248,6 | 231,3  | 227,4  |
| Каменный | 62,3  | 62,7  | 63,7  | 66,1  | 54,3   | 50,5   |
| Бурый    | 169,5 | 176,3 | 185,2 | 182,5 | 177,0  | 176,9  |

По данным Statistik der Kohlenwirtschaft e.V.;
* По данным Eurostat;
** По месячным данным Eurostat
В 2016 г. Германией было импортировано 53,1 млн т каменного угля. Объем экспортных поставок каменного угля из Германии в 2016 г. составил 277 тыс. тонн.

### Металлургия

#### Чёрная металлургия
Чёрная металлургия в Германии в настоящее время уже не является ведущей отраслью промышленности, её конкурентоспособность уже не выдерживает мировых стандартов. Сегодня данная отрасль базируется на импортируемом сырье, что обуславливает географическое прибрежное расположение основных металлургических центров. Главный район концентрации чёрной металлургии — запад Рурского каменноугольного бассейна, Саарбрюкен и его окрестности, Бремен, Франкфурт-на-Майне, Бранденбург, Зальцгиттер и Оснабрюк. В начале 90-х годов здесь выплавлялось 31,0 млн тонн чугуна, 40,8 млн тонн стали. Большая часть продукции ориентирована на внутренний рынок.
Начиная с 1970-х годов западногерманские стальные концерны все более диверсифицируют профиль своей коммерческой деятельности, перенося основной акцент с выпуска собственно стали на производство труб, машин и оборудования, других стальных изделий.

#### Цветная металлургия
Цветная металлургия, так же как и чёрная металлургия, базируется на импортном первичном сырье и на собственном и импортном ломе цветных металлов. Соответственно большинство центров располагается на побережье. Среди них — Галле, Райнфельден, Гамбург, Рурский промышленный район.
Выплавка черновой меди сосредоточена почти полностью в Гамбурге и Люнене, рафинированной — в них же, а также в Оснабрюке, Любеке, Хеттштедте.

### Химическая промышленность
Химическая промышленность: ещё в конце XIX века Германия стала мировым лидером в данной сфере. 

Большинство крупнейших предприятий расположено в долинах Рейна или его притоков; важнейшими промышленными центрами являются Людвигсхафен (концерн «BASF»), Леверкузен (со штаб-квартирой и крупнейшим заводом концерна «Bayer», Кёльн, Весселинг, Дормаген, Марль, Гельзенкирхен, Крефельд. 

Районы высокой концентрации химической промышленности возникли также в агломерации Рейн-Майн с главным центром Франкфурт-на-Майне (концерн Hoechst AG), на Верхнем Рейне с центрами Людвигсхафен (концерн BASF), на Нижней Эльбе, в так называемом Среднегерманском химическом треугольнике.

### Машиностроение
Одной из опор германской экономики является чрезвычайно диверсифицированное, многоотраслевое машиностроение. Оно состоит из нескольких частей, наиболее развитыми из которых являются автомобилестроение, станкостроение, производство оборудования для предприятий, вычислительной техники, электротехники.
Машиностроение считается отраслью промышленности страны с наибольшим числом предприятий. Здесь по традиции преобладают малые и средние предприятия, 83 % из которых — мелкие и средние предприятия, насчитывающие менее 200 человек.
Около 68 % оборота связано с экспортными операциями — в результате на долю Германии приходится 20,4 % совокупного мирового экспорта машиностроения.
Значительная часть мощностей по производству тяжёлых металлоёмких машин, кранов, мостов, горно-шахтного и энергетического оборудования, тяжёлой электротехники, а также оборудования для самих металлургических заводов, находится в Руре. Производство легковых и грузовых автомобилей находится в землях Баден-Вюртемберг, Рейнланд-Пфальц, Нижняя Саксония, Гессен, Северный Рейн-Вестфалия, Бавария и Саар.
Общее машиностроение
производство станков (станкостроение), различных приборов
Транспортное машиностроение
вагоностроение, самолётостроение

#### Автомобильная промышленность
Автомобилестроение является одной из важнейших отраслей экономики Германии. После КНР, США и Японии, ФРГ — четвёртый по величине производитель автомобилей в мире. Например, в 2003 году Германия произвела 5,5 миллионов автомобилей. Из 5,687 млн автотранспортных средств, изготовленных в Германии в 2001 году, свыше 70 % пошли на экспорт.

### Судостроение Германии
Германия является одной из ведущих европейских держав в судостроении. Выпуском различных машин для судостроения здесь занимаются более 1 млн рабочих. Прямые поставки комплектующих смежных отраслей судостроения выполняют 350—400 предприятий страны, при этом одна треть комплектующих используется в Германии.
В 2008 году судостроители Германии сдали заказчикам 84 морских судна суммарной вместимостью 1,3 миллиона брт на сумму 4,4 миллиарда евро, лучший результат со времени объединения Германии. Получено заказов на 46 судов суммарной вместимостью 0,6 миллиона брт на 2,9 миллиарда евро. То есть количество заказов упало до самого низкого с 2001 года уровня, объём строительства сократился до половины объёмов имеющихся мощностей. Итого в портфеле заказов 172 судна вместимостью 3,1 миллиона брт на 13,3 миллиарда евро, по состоянию на 31 декабря 2009. В первом квартале этого года заказчики отказались от 19 заказов на сумму 940 миллионов евро.
Военное кораблестроение достигло в 2009 году стабильных продаж, и поскольку заказы собственных германских ВМС не в состоянии полностью загрузить имеющиеся мощности, кораблестроение страны очень сильно зависит от экспорта, от иностранных заказов. Очень хорошие результаты показали в 2009 году судоремонт и конверсия, достигнув отметки 1 миллиард евро.
Строительство судов для ВВП Германии достигло хороших результатов. Итоги 2009 года в целом оказались лучшими за последние 5 лет, построено 87 судов общей стоимостью 144 миллиона евро. Особенно большим был спрос на речные прогулочные и круизные суда. За год получено заказов на 63 судна общей стоимостью 141 миллион евро.
Самые большие и мощные верфи страны: Flensburger Schiffbau-Gesellschaft, ThyssenKrupp Marine Systems, Lürssen, Aker Yards Germany и Meyer Neptun Group.

### Аэрокосмическая промышленность
Аэрокосмическая индустрия Германии не занимает ведущего положения в экономике страны. Данная отрасль играет роль технологического мотора страны. Инновации в этой сфере существенно способствовали подъему производства компьютеров.
В начале 1990-х германская авиакосмическая промышленность резко пошла в гору. В 2010 г. её оборот составил 15,3 млрд евро, а количество занятого в ней населения оценивалось почти в 70 тыс. человек. В 2010 г. доля гражданского авиастроения в общем обороте отрасли составила 68,3 %, военного — 23,1 %, космической промышленности — 8,6 %.
Известные авиастроительные компании: EADS, Eurocopter.

### Электротехническая промышленность
Германия ещё с конца XIX века зарекомендовала себя в качестве крупнейшего экспортера электротехнического и электронного оборудования. Международное признание в данной сфере получили такие концерны, как Siemens AG, Hager, Robert Bosch GmbH и т. д.
Наиболее крупная ТНК в отрасли — «Сименс» (Siemens).
В структуре электротехнической промышленности ФРГ выделяется как производством дорогостоящей продукции промышленного назначения (генераторы, кабели, трансформаторы), использующее большое количество цветных металлов, специальных сортов стали, так и выпуском бытовых товаров длительного пользования (холодильников, стиральных машин, микроволновых печей, пылесосов и др.).
Быстрое развитие электротехнической промышленности в ФРГ связано с внедрением информационных технологий, созданием атомной промышленности и с заказами военно-промышленного комплекса.
В электротехнической промышленности лидирует — Бавария. Крупнейшие центры — Берлин, Мюнхен, где находится штаб-квартира и группа заводов концерна «Сименс», а также Штутгарт, Нюрнберг с Эрлангеном, Франкфурт-на-Майне, Кёльн и др.

### Электронная индустрия и автоматизация
Из электротехнической промышленности выделилась электронная индустрия — самая наукоемкая отрасль современного машиностроения. Благодаря наличию трудовых ресурсов разного уровня квалификации (включая самый высокий) и высокой концентрации университетов и научных центров, Германия занимает лидирующие позиции в Европе по производству сенсоров (оптических, электронных), электронных вычислительных систем. Каждое крупное электротехническое предприятие имеет в своем составе подразделение, относящее к автоматизации. Так концерн SIEMENS AG имеет подразделения "Сенсоры и автоматизация", "Приводы", "Системы управления процессом" и другие, являющиеся серьезными конкурентами американским и японским предприятиям. Отдельное и крайне высокотехнологическое направление, занимающее лидирующие позиции в мире - промышленное и лабораторное аналитическое оборудование, приборы для измерения физических и химических свойств веществ, анализаторы состава материалов и сплавов.

### Прочее
Германия занимает далеко не последнее место по объёмам и качеству производимых в мире часов и часовых механизмов. Основателем немецкой часовой индустрии является Ф. А. Ланге. Центром часовой промышленности Германии является небольшой городок Гласхютте. Здесь сконцентрирована большая часть фабрик, производящих наручные часы и механизмы к ним. Также, важным звеном часовой промышленности являются производители интерьерных часов и механизмов к ним; самые известные из них: Hermle и Kieninger.
- точная механика и оптика (Carl Zeiss и др.)
- производство информационной и телекоммуникационной техники
- фармацевтическая
- парфюмерно-косметическая промышленность

В Германии развито производство детских игрушек, товаров и продуктов для моделирования. Основными компаниями в этой отрасли являются Auhagen GmbH, Gebr. Märklin & Cie. GmbH, Gebr. Fleischmann GmbH, PIKO Spielwaren GmbH.

### ВПК
ВПК в Германии обеспечивает занятость 200 тыс. человек.
Экспорт вооружений составляет 0,26 % ВВП Германии.  В 2018 году Германия экспортировала вооружений на 4,8 млрд евро. Основные поставки (52,9 %) осуществлялись в страны, не входящие в Евросоюз и НАТО.
Основной принцип немецкого экспорта вооружений — не поставлять его в кризисные зоны.